# Filiberto Pingone
Filiberto Pingone (Chambéry, 18 gennaio 1525 – Torino, 18 aprile 1582) è stato uno storico italiano. 
Attivo presso la corte sabauda nel secolo XVI. fu il primo studioso a pubblicare una storia di Torino e una storia della Sindone. Le sue ricerche sulla genealogia di Casa Savoia, pur con importanti variazioni apportate in seguito da storici quali Samuel Guichenon furono sino al Settecento la base della storiografia  dinastica. 

## Biografia
Emanuele Filiberto Pingone nacque da Ludovico e da Françoise di Chabeau a Chambéry. La famiglia, di piccola nobiltà, probabilmente originaria della Provenza, aveva già dato buona prova di sé in campo letterario: il prozio Jean-Michel de Pingon (Chambéry 1451-Roma 1505) aveva ottenuto nell'Urbe l'alloro poetico già spettato al Petrarca.
Dopo i primi studi compiuti in Savoia, si addottorò in legge presso l'Università di Padova, della quale divenne vice rettore nel 1547.
Con i proventi della propria attività di avvocatura il 9 agosto 1567 acquistò da Sebastiano di Lussemburgo la baronìa di Cusy, cui aggiunse pure la signoria di Premosello. Dopo un breve soggiorno a Roma presso la dimora di François de Lambert, vescovo di Nizza, a soli ventiquattro anni, entrò nella diplomazia sabauda sotto Carlo III, allora dimorante a Vercelli e svolse per conto del Duca alcune missioni diplomatiche. In seguito tornò a Chambéry dove divenne un apprezzato avvocato e prese moglie. 
Nel 1554 fu nominato Collaterale nel Collegio di Giustizia del Genevese, quindi, nel 1559, ne divenne il Presidente.
Trasferitosi a Torino nel 1560, prestò nuovamente la sua carriera al servizio della corte sabauda. Qui ricevette dal duca Emanuele Filiberto I di Savoia la nomina a Consigliere di Stato, vice Gran Referendario di Savoia e nel medesimo anno fu eletto Rettore dello Studio. In seguito fu anche ambasciatore a Nizza, su volere dello stesso duca Emanuele Filiberto e divenne uno dei maggiori genealogisti di corte, realizzando la sua opera più nota: Inclytorum Saxonae Sabaudiaeque principum arbor gentilizia, ovvero una delle prime mappe genealogiche di casa Savoia. 
Nel 1577 fu data alle stampe la prima grande opera storica del Pingone, una Storia di Torino. Alla morte del duca Emanuele Filiberto anche il successore Carlo Emanuele I ottenne dal ritroso Pingone la pubblicazione della Sindon Evangelica, mentre rimasero manoscritte molte altre ricerche iniziate dal Pingone.
La maggior parte dei manoscritti del Pingone sono oggi conservati nella biblioteca dell'Archivio di Stato di Torino (sezione Corte) e presso la Biblioteca Nazionale di Torino.
Poco meno di due anni dopo l'ascesa al trono di Carlo Emanuele I, il 18 aprile 1582, Pingone morì a Torino e fu sepolto nella chiesa di San Domenico.
Luigi Gramegna lo ha reso protagonista di un suo romanzo ambientato nel 1574 ("Monsù Pingon").

## Opere principali
- Augusta Taurinorum, Taurini, apud haeredes Nicolai Bevilaquae, 1577
- Sindon evangelica. Accesserunt hymni aliquot, insignis bulla pontificia. Elegans epist. Francisci Adorni Ies. de peregrinatione memorabili, Augustae Taurinorum, apud haeredes Nicolai Beuilaquae, 1581
- Inclytorum Saxoniae Sabaudiaeq. principum arbor gentilitia Philiberto Pingonio authore, Augustae Taurinorum, apud haeredes Nicolai Bevilaquae, 1581